# Vérvád

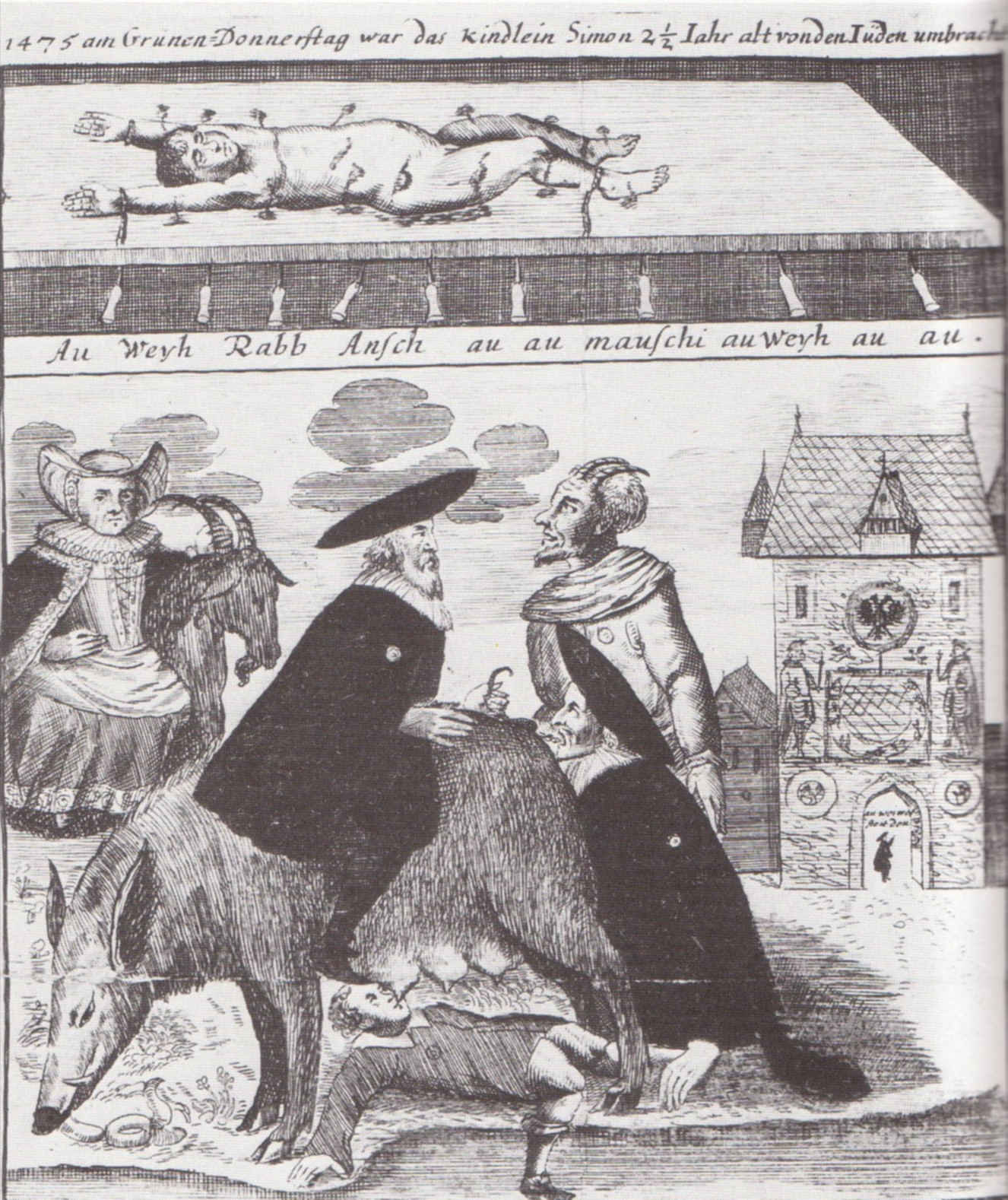
1475-ben az észak-itáliai Trent városában három zsidó családot azzal vádoltak, hogy meggyilkoltak egy Simon nevű keresztény fiút.

A vérvád a szokásos elnevezése a zsidók ellen emelt azon vádnak, hogy keresztény gyermekeket meggyilkolnak és vérüket rituális célokra, különösen a húsvéti (pészah) kovásztalan kenyér (mácah vagy macesz) sütésére felhasználják.
A vérvád keletkezése az ókorban dívó emberáldozatokra, valamint azon ősrégi babonás hitre vezetendő vissza, mely jóslásra, boszorkányságra és kuruzslásra használta a csodaerővel felruházott embervért.
A zsidók szent könyve, a Héber Biblia, Ábrahámtól kezdődően megtiltotta az emberáldozatot, helyette állatáldozatokat írt elő.

## Története
Vérvádat – mint emberáldozat, emberevés vádját – először a zsidóság ellen emeltek az ókorban a hellenisztikus keleten. Valószínűleg első említése Iosephus Flavius Apión ellen című munkájában jelenik meg. Apión korábbi görög szerzők munkáiból merítve arról számol be, hogy IV. Antiokhosz Epiphanész Jeruzsálem elfoglalásakor a templomból egy ott fogva tartott görög férfit szabadított ki, aki elmondta a királynak, hogyan áldoznak fel minden évben egy görögöt a zsidók, esznek a húsából és örök ellenségeskedést esküdnek a görögök ellen. A vád valószínűleg Antiokhosz zsidóellenes propagandájából származik. és a Makkabeus felkelés után terjedt el széles körben a hellenisztikus világban és a Római birodalomban. A kereszténység kezdetben a külvilág számára alig különült el a zsidóságról, így örökölte a zsidóság elleni előítéleteket is, közöttük a vérvádat is. A vérvád megjelenésének, kialakulásának alapfeltételei között általában ott találjuk a félreértett teológiai alapot, egy elzárt, elzárkózó, esetleg kevéssé ismert vallási kisebbséget, illetve a vér és az áldozat motívumát.
A keresztény vérvádak esetén a zsidó örökségen túl a félreértett teológiai alap az eucharisztia szertartása, és a hozzá rendelődő igerészek körül alakult ki. A korabeli keresztény hitelvek szerint, (mind a négy evangélistánál, továbbá Pál apostolnál) amelyeket többek között a mai katolikus és ortodox teológia még őriz, a hívek – kenyér és bor formájában – Jézus testét és vérét veszik magukhoz. Ezért is kötődik a keresztényekkel szembeni vérvád a keresztény húsvét ünnepéhez, melyben Krisztus véráldozatáról emlékeznek meg.
A kereszténység az ókorban elzárkózó, sokszor számkivetett, üldözött, hitéletét a világtól elzártan, katakombákban gyakorló vallási csoportot alkotott. Ebből a körülményből adódott titokzatossága, furcsasága, kevéssé ismert volta. A római többség, mely nem ismerte igazán a kereszténységet, ezt a teológiai félreértést felhasználva élt vérváddal a titokzatos, elzárt kisebbséggel szemben. A keresztény vérvádak következtében kegyetlen keresztényüldözések törtek ki mindannyiszor, hiába érveltek ellene az apologéták és régi keresztény írók, egyházatyák (Tertullianus, Hippói Szent Ágoston, Caesariai Euszebiosz, Athénagorasz, Minucius Felix stb.).
A keresztények elleni vérvádak szerint a keresztény gyülekezetek az úrvacsorában embervért (leggyakoribb formában: szűz lány vérét) ittak, és emberhúst ettek.
A kereszténység elismerésével, majd államvallássá emelésével egy időre elültek a vérvádak, de – egyesek szerint épp az ókori Róma sötét hagyatékaként – a középkorban újra fellángoltak, ezúttal éppen keresztény oldalon, a zsidósággal szemben.
A zsidó vérvádak – a boszorkányperek és eretneküldözések mellett – az inkvizíció hatáskörébe tartoztak.
Az említett feltételek (a zsidóság ekkor épp oly elzárt és/vagy elzárkózó, hitét zártan, zsinagógában gyakorló, nem egyszer gettókban elkülönített, a többség számára kevéssé ismert népcsoport volt, mint az ókorban a keresztények, továbbá félreértett teológiai alapot is szolgáltatott) teljesülése esetükben is magával hozta a vérvádat.
A zsidók esetében a vérvád szinte kivétel nélkül a zsidó húsvét, a pészáh kapcsán tört felszínre, mely szintén magában hordozza a vér motívumát, azáltal, hogy az ekkor ünnepelt ószövetségi történet szerint a zsidók bárányvérrel kenték be házaik kapuját, hogy a halál angyala átugorja a házat (innen is ered a pészáh angol fordítása: passover), amikor az egyiptomi elsőszülöttekért jött a csapások idején. A köztudatban ez a vér-motívum mosódott össze a kósermetszés motívumával.
A legtöbb zsidó vérvád szerint a sakter kósermetszést hajtott végre egy emberen (leggyakoribb formájában: szűz lányon), majd a kicsorgatott vért megitták, vagy belesütve a maceszba elfogyasztották a hitközség tagjai, rituális céllal.
A zsidó vérvádaknak (akárcsak a keresztény vérvádaknál a húsvét) ürügyet szolgáltatott a pészah alkalmával történő szédereste, mely alkalmával a zsidók a zsinagógában összegyűlve (esetleg otthon, családi körben) a Hágádá imát olvassák, és hagyományosan keserű mártásokat fogyasztanak, az egyiptomi keserű fogságra emlékezve – mindez késő estig történik.
A vérvádak fennmaradt vádirataiban és jegyzőkönyveiben szinte kivétel nélkül szerepel az a vád, hogy a zsidók „gyanúsan” együtt voltak, késő éjszakáig, a zsinagógában pedig éjjelig égett a lámpa.
Ezért is kötődik a vérvád a legtöbb esetben a széder este pészahi szokásához (a legtöbb ügy ezzel kapcsolatos). A széder estét ülő zsidók titokzatos éjjeli együttléte gyanút keltett a többségben, ha pedig eltűnés vagy haláleset történt ebben az időszakban, kézenfekvőnek tűnt összefüggést látniuk a két esemény között (olyan vérvádról is tudunk, mely esetében az eltűntek – későn – megkerültek utóbb).
Mindezzel behatóbban a néprajztudomány és az antropológia foglalkozik.
Az 1235. évi fuldai vérvád óta egész a legújabb időkig a véres üldözések hosszú láncolata érte a zsidóságot e vád következtében. Bár maguk a pápák (első ízben 1247-ben IV. Ince pápa) és más egyháznagyok, később Luther Márton is, alaptalannak nyilvánították a vérvádat, s a legtöbb esetben, olykor persze későn, kiderült a vele sújtottak ártatlansága, mégis minden időben akadtak, akik a vérvádat mint alkalmas eszközt használták fel arra, hogy a tömeg gyűlöletét, bírvágyát, vérszomját vagy hitrajongását a zsidókra zúdítsa. A középkorban sok egyeseken kívül egész zsidó községek, melyeket kifosztogattak és lemészároltak, lettek a vérvád áldozatai.
A vérvád harmadik, máig tartó korszaka elveszítette vallási, antijudaista jellegét, és antiszemita (faji alapon zsidóellenes) indíttatással bír. Az új- és legújabb kori vérvádak az antiszemitizmus, később a fasizmus, nácizmus, végül a szélsőjobboldali kortárs ideológiák fő eszközeiként jelentek meg. Ennek legismertebb példája a tiszaeszlári per, mely egyben az első is, amely végül a zsidók felmentésével végződött.
Ma is vannak olyan szélsőjobboldali szubkultúrák a társadalomban, melyek fenntartják a történelmi zsidó vérvádakat (a keresztényeket nem), sőt, mai bűnesetek kapcsán is emlegetnek rituális zsidó emberáldozatot.

## Teológiai, vallási vonatkozása
Mózes öt könyve a legszigorúbb büntetés terhe alatt ismételten tiltja az emberáldozatot és mindennemű vérnek élvezetét, mely tilalmat a Talmud és a későbbi törvénymagyarázás egyre szigorított, olyannyira, hogy a zsidónak csak oly állat húsát szabad élvezni, amely a rituális metszés és az előírt kisózás által teljesen vértelenné lett és hogy például a tojást, amelyben vércsepp találtatik, vagy olyan falat kenyeret, amelyhez a foghúsból vér tapadt, ennie nem szabad.
A szigorúan csak állatáldozat engedélyezése, illetve a vér fogyasztásának tilalma mellett az áldozatbemutatás szabályai a jeruzsálemi templomhoz kötik az áldozat bemutatását.
Az áldozatokat mindig a templomban mutatták be, a papok és főpapok, vagy az ő jelenlétükben történt az áldozatbemutatás. A papok Áron nemzetségéhez tartoztak, az ő leszármazottai voltak.
A második jeruzsálemi templom lerombolása után a papság elveszti jelentőségét (bár máig számon tartják őket: ők a kohaniták), a hitélet központja a zsinagóga lesz, mely nem templom (nincs papja, nem folyik benne áldozatbemutatás), hanem a tanulás (Talmud) helye, a hitéletet pedig a papok helyett a rabbik (tanítók, lelki vezetők) határozzák meg nagy mértékben.
Egy zsinagógában tehát nem lehet áldozatot bemutatni, továbbá áldozatbemutatást nem vezethetne rabbi, sakter pedig főképp nem.
A zsidó vallás tehát nem ismer emberáldozatot, sem olyan áldozatot, melyet sakter (aki a kóser étkezés feltételeit teremti meg), vagy akár rabbi mutat be, és nem pap. Továbbá a zsidó vallás szerint az áldozatbemutatás helye kizárólag a templom (annak lerombolása óta a zsidó vallás nem mutat be áldozatokat).
Következésképp rituális gyilkosság, de akár állatáldozat sem érvényes a zsidó vallás szerint.
Egyszerű gyilkosság persze elképzelhető (bár ezt is tiltja a mózesi törvény, kivéve ha önvédelmi okból történik).

## A vérvád, mint a bűnbakképzés közösségi változata
A vérvádakat a néprajz, a történelemtudomány és a szociológia is tárgyalja a bűnbakképzés történelmi mechanizmusának tükrében.
Ebben a kontextusban leggyakrabban a boszorkányperekhez hasonlítják (például feltételeit tekintve), ugyanazon mechanizmus közösségi változatának tekintik.
Míg a boszorkányperek esetében egy kisközösség egy tagja ellen irányul a mechanizmus a kisközösség részéről (leggyakrabban egyedülálló nő, de esetenként akár férfi boszorkánymester ellen), addig a vérvád egy nagyközösségtől elzárt kisközösséget ér, az illető nagyközösség részéről.

## A vérvádat kutató tudományok
- antropológia
- néprajz (a vérvád szociokulturális, népi előzményei, okai, összefüggései – hasonlóságok és különbségek a boszorkány-hiedelmekkel)
- történettudomány (dokumentációja, története, alakulása, a bűnbakképzés kontextusában való vizsgálata)
- szociológia (szociokulturális összefüggések)
- vallástudomány (a vérvádak teológiai cáfolatai)

## Aktualitás
Az olasz Corriere della Sera c. napilap tudósítása szerint Ariel Toaff rabbi és történész (a volt római főrabbi fia) sokkolta az olvasókat, mert szerinte a középkorban egyes zsidók valóban követtek el rituális gyilkosságokat.
„Ariel Toaff, a Jeruzsálemi Egyetem professzora hamarosan megjelenő könyvében azt állítja, hogy a 11–14. század között egy fundamentalista zsidó csoport keresztényeket ölt meg, hogy vérüket rituális célokra használja. A következtetésre korabeli vallatások jegyzőkönyvei alapján jutott.”
Az időközben megjelent, és a sajtóban nagy port felvert könyv valójában nem állította ezt, bár azt elképzelhetőnek tartja, hogy zsidók vásároltak keresztényektől vért orvosi és mágikus célokra. Toaff következtetéseit a témával foglalkozó kutatók megalapozatlannak találták..
Toaff professzor, mondván hogy következtetéseit félreértik, leállíttatta könyvének forgalmazását, majd visszavonta korábbi állításait, ami további sajtóreakciót váltott ki. Egy évvel később azonban könyvét kisebb módosításokkal újra kiadta. A javított kiadás következtetéseit is egyöntetűen utasítja el történészszakma.

## Vérvádak Magyarországon

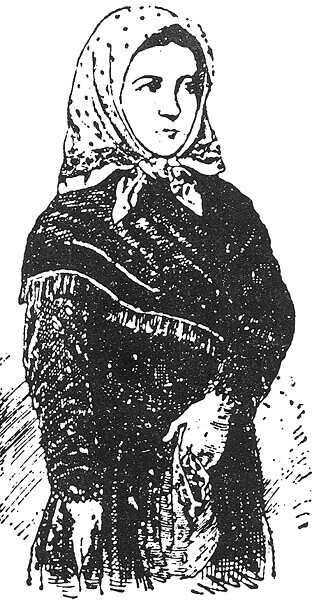
Solymosi Eszter, korabeli újság illusztráció

Hazánkban az első vérvád, amelyről tudomásunk van, a nagyszombati volt 1494-ben, amely alkalommal az ottani zsidókat máglyán elégették; ezt követte II. Lajos alatt a budai, amelyet Szerencsés Imre, a zsidó származású kincstárnok meghiúsított. Ismert még 1529-ből a bazini, 1539-ből ismét egy nagyszombati, melynek következtében a zsidókat a városból kiűzték. A XVII. századból Magyarországon felmerült vérvádról nem maradt ránk tudósítás, a 18. században az orkutai vérvád követelt áldozatokat, a péri és csengeri vérvádakban (1791) a vádlottakat felmentették, szintúgy, mint 1883-ban a nagy izgatottságot keltő tiszaeszlári perben.

„A Királyi Ügyészség mint vád hatóság' 1883. április 14-én benyújtotta a vádiratot a Nyíregyházi Törvényszékre, vagyis vádat emelt. Részlet a vádiratból: „A nevezetteknek ezen cselekménye: Schwarc Salamon, Buxbaum Ábrahám, Braun Lipót és Wollner Herman ellenében a btk. 278. §-ában meghatározott és ugyanazon szakasz szerint büntetendő gyilkosság bűntettének tényálladékát, – Scharf József, Junger Adolf, Braun Ábrahám, Lustig Sámuel és Weiszstein Lázár ellenében a btk. 278. §. és 69. §. 2. pontjának meghatározott és a 72. és 66. §. szerint büntetendő gyilkosság bűntettébeni részesség tényálladékát, – Vogel Amsel, Smilovics Jankel, Hercsko Dávid, Grosz Márton, Klein Ignác ellenében a btk. 374. §-ába meghatározott és a 376. §. szerint büntetendő bünpártolás vétségének tényálladékát állapithatja meg.””

–  - Pesti Hirlap, 1883. április 17.

A tiszaeszlári vérvádról szól Krúdy Gyula A tiszaeszlári Solymosi Eszter című regénye.

## Mai vérvádak
A vérvád mítosza ma is él a szélsőjobboldali szubkultúrában. Az 1998-as körmendi gyermekgyilkosság után Toroczkai László szélsőjobboldali politikus a Magyar Jelen vezércikkében hosszan elemezte a gyilkosságnak a tiszaeszlári vérvádhoz való vélt hasonlóságát, és arra a következtetésre jutott, hogy a gyermeket egy sakter ölte meg, a gyilkosság mögött pedig Salamon Berkowitz ortodox zsidó vállalkozó állhatott, akinek új üdítőital-palackozó gyáregységét az áldozat vérével szentelték fel.
Újabban a kínaiak ellen is felbukkannak vérvádak lánclevelekben, nők elrablásával, elkábításával és szervkereskedelemmel vádolva őket. Kecskemétről, Miskolcról és Székesfehérvárról is terjedtek ilyen hírek. Mindhárom szóban forgó város rendőrsége alaptalannak minősítette az információt, hozzátéve, hogy egy hasonló álhír hatására az egyik fehérvári üzlet kirakatát már ötször szétverték.